# Ołeksandr Serdiuk (piłkarz)
Ołeksandr Petrowycz Serdiuk, ukr. Олександр Петрович Сердюк, ros. Александр Петрович Сердюк, Aleksandr Pietrowicz Sierdiuk (ur. 1906 w Mikołajowie, w guberni chersońskiej, Imperium Rosyjskie, zm. w lutym 1965 w Moskwie, Rosyjska FSRR) – ukraiński piłkarz, grający na pozycji napastnika, trener piłkarski.

## Kariera piłkarska
W 1923 rozpoczął karierę piłkarską w drużynie Nikołajewski SK Mikołajów. Potem występował w klubach Profintern Mikołajów, Żełdor Mikołajów i Rajkom Metalistiw Mikołajów. Latem 1928 roku został zaproszony do Dinama Tbilisi, a po roku przeniósł się do Dynama Kijów. Również bronił barw reprezentacji Mikołajowa i Kijówa, w składzie których zdobywał medale różnych gatunków mistrzostw Ukraińskiej SRR. Na początku 1934 powrócił do Mikołajowa. W 1937 w składzie Sudnobudiwnyk Mikołajów debiutował w Mistrzostwach ZSRR.

## Kariera trenerska
Po zakończeniu kariery piłkarskiej rozpoczął pracę szkoleniowca. W 1939 prowadził amatorski Spartak Mikołajów. W 1948 stał na czele Awanharda Mikołajów. Potem pracował z dziećmi w Szkole Sportowej w Mikołajowie. Od 1954 do 1955 trenował zespół amatorski Budiwelnyk Mikołajów.
W lutym 1965 podczas jednych ze szkoleń zmarł w Moskwie w wieku 59 lat. Został pochowany w rodzimym Mikołajowie.

## Sukcesy i odznaczenia

### Sukcesy piłkarskie
reprezentacja m.Mikołajów
- wicemistrz Ukraińskiej SRR: 1927
- brązowy medalista Mistrzostw Ukraińskiej SRR: 1928

reprezentacja m.Kijów
- mistrz Ukraińskiej SRR: 1931

### Sukcesy trenerskie
Budiwelnyk Mikołajów
- brązowy medalista Mistrzostw Ukraińskiej SRR: 1954